# 安敦宁·毕尤柱

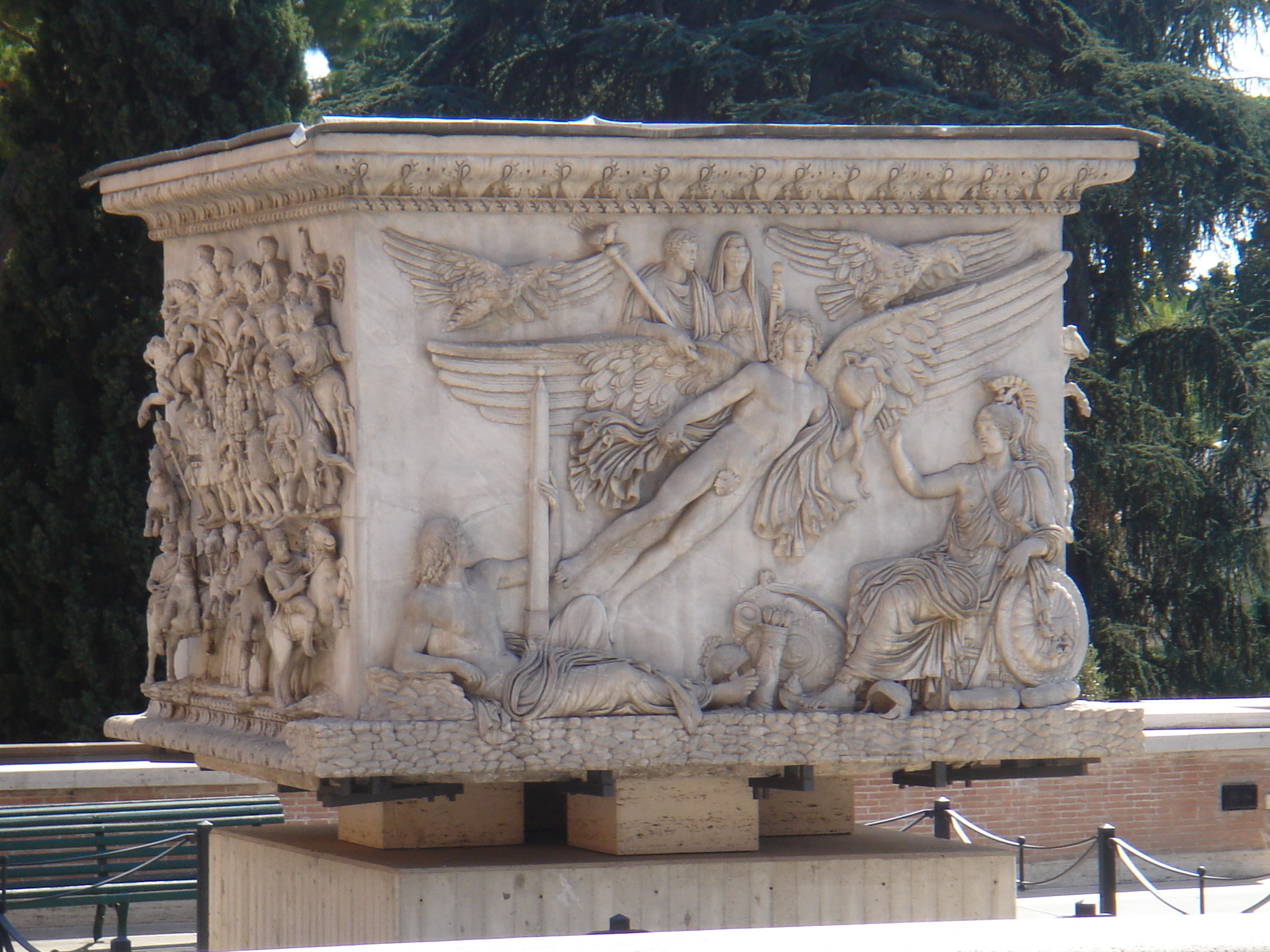
柱基

安敦宁·毕尤柱 (義大利語：Colonna di Antonino Pio)是一根古罗马凯旋柱，位于意大利罗马的战神广场，奇特利歐山边缘，献给罗马皇帝安敦宁·毕尤，由他的继任者，共治皇帝马可·奥勒留和维鲁斯立于公元161年。

## 历史

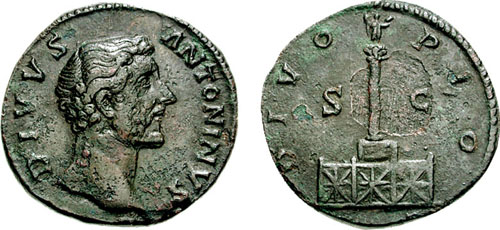

安敦宁·毕尤柱高14.75（48.4英尺），直径1.9（6英尺3英寸），用红色花岗岩建造，柱身并无图拉真柱或馬可奧里略圓柱那样的浮雕。

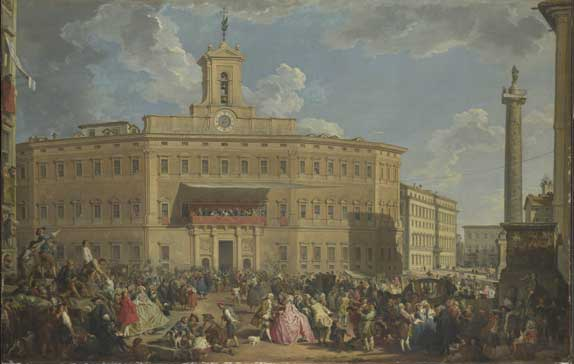
柱基(右前)，帕尼尼的1747年绘画蒙特奇特利欧宫，背景是馬可奧里略圓柱

18世纪以前，安敦宁·毕尤柱柱基完全被埋。1703年拆除一些建筑时挖掘出了安敦宁·毕尤柱 的其余部分和柱基。1741年竖立在蒙特奇特利欧广场中心。1787年被带到梵蒂冈博物馆，1885年移动到目前的位置，梵蒂冈画廊入口外庭院。

## 柱基雕刻
柱基的一侧有拉丁文题字，两侧描绘葬礼仪式，还有一侧描绘皇帝和皇后神化升天的场景：有翅的精灵(有时被确定为永恒)载着安敦宁和他的妻子大福斯蒂娜到天堂。皇帝手持权杖，杖头是一只老鹰，正飞向他们夫妇。持有方尖碑的男性人物 (左) 代表战神广场。奥古斯都在此安放这个方尖碑作为日晷，这里也是皇家神化仪式的地点。右侧向皇帝和皇后敬礼，身穿盔甲的女性人物代表罗马，她的盾牌描绘了罗马的创始人罗慕路斯与雷穆斯由母狼哺乳的传说。